# Marcus Groß
Marcus Groß (* 28. September 1989 in Görlitz, DDR) ist ein deutscher Kanute. Er ist Olympiasieger im Zweier- und Vierer-Kajak und wurde zweimal Weltmeister.

## Karriere
Groß ist bei der Bundespolizei im Bundesleistungszentrum Kienbaum und lebt in Berlin. Er startet für den GK90 Berlin-Grünau im Kanurennsport und gewann bei den Weltmeisterschaften 2009 die Bronzemedaille im Zweier-Kajak über 500 m zusammen mit Hendrik Bertz. Im Jahr 2010 wurde Groß als Schlagmann im Vierer-Kajak mit Hendrik Bertz, Norman Bröckl und Tim Wieskötter Europameister über 1000 m.
Im Jahr 2012 kam der Vierer-Kajak mit Groß als Schlagmann auf den vierten Platz bei den Olympischen Spielen in London. Im Jahr 2013 folgte der endgültige Durchbruch für Groß. Nachdem er sich bei der nationalen Qualifikation in Duisburg für die Nationalmannschaft qualifizieren konnte, startete er fortan mit dem Essener Max Rendschmidt im Zweier-Kajak über 500 m und 1000 m. Bei den Europameisterschaften in Montemor-o-Velho gewann der K2 Rendschmidt/Groß zweimal Gold. Bei den Weltmeisterschaften in Duisburg gewann Groß zusammen mit Rendschmidt über 1000 m die Goldmedaille und kam über 500 m auf den vierten Rang. Bei den Europameisterschaften 2014 in Brandenburg gewann der K2 mit Rendschmidt und Groß Gold über 1000 m. Bei den Weltmeisterschaften in Moskau errang der gleiche K2 über 1000 m und 500 m den 4. Rang. Bei den Europameisterschaften 2015 in Racice errang der K2 Gold über 500 m und wurde zum dritten Mal in Folge über 1000 m Europameister. Bei den ersten Europaspielen in Baku errangen Rendschmidt und Groß im K2 über 1000 m die Silbermedaille. Bei den Weltmeisterschaften 2015 gewannen die beiden Gold, ebenso bei den Olympischen Sommerspielen 2016 in Rio de Janeiro. Zudem gewann Groß am letzten Wettkampftag der Olympischen Spiele mit dem deutschen Vierer-Kajak zusammen mit Max Rendschmidt, Max Hoff und Tom Liebscher Gold auf der 1000-Meter-Distanz. Im selben Jahr wurde Groß bei den Europameisterschaften in Moskau im K2 über 1000 m zusammen mit Max Hoff zum siebten Mal in seiner Karriere Europameister.
Für den Gewinn der olympischen Goldmedaillen wurde Marcus Groß am 1. November 2016 von Bundespräsident Joachim Gauck mit dem Silbernen Lorbeerblatt ausgezeichnet. Am 10. Dezember 2016 wurde er als Berliner Sportler des Jahres geehrt.

## Musik
- Simon Goodlife feat. Olympia-Kanu-Team – RIOlympia (2016)[3][4]